# Dysschema biformis
Dysschema biformis là một loài bướm đêm thuộc phân họ Arctiinae, họ Erebidae.